# Yang Shaoqi
Yang Shaoqi (en chino: 杨绍崎; 8 de febrero de 1976) es una deportista china que compitió en esgrima, especialista en la modalidad de espada.
Participó en los Juegos Olímpicos de Sídney 2000, obteniendo una medalla de bronce en la prueba por equipos (junto con Li Na y Liang Qin). Ganó una medalla de plata en el Campeonato Mundial de Esgrima de 1999, también por equipos.

## Palmarés internacional
| Juegos Olímpicos   | Juegos Olímpicos     | Juegos Olímpicos  | Juegos Olímpicos   |
| Año                | Lugar                | Medalla           | Prueba             |
| ------------------ | -------------------- | ----------------- | ------------------ |
| 2000               | Sídney (Australia)   | Medalla de bronce | Espada por equipos |
| Campeonato Mundial |                      |                   |                    |
| Año                | Lugar                | Medalla           | Prueba             |
| 1999               | Seúl (Corea del Sur) | Medalla de plata  | Espada por equipos |